# السرب الثالث عشر (القوات الجوية الملكية السعودية)
السرب الثالث عشر هو سرب قتالي تابع للقوات الجوية الملكية السعودية يحتوي على طائرات F-15C و F-15D ويتمركز في قاعدة الظهران الجوية في الظهران نحديدأً جناح الطيران الثالث. تشكل السرب في عام 1978 من وحدة التدريب الانتقالي وجزء من السرب السادس السعودي كان يحتوي على طائرات إعتراضية من نوع F53 حتى عام 1981 بعدها نقلت جميع طائرات F-53 إلى السرب الثاني بتبوك وتم إستبدالها لاحقاً بطائرات F-15.

## الإشتباكات

### القوات الجوية الإيرانية
في 5 (عدد) يونيو عام 1984 أثناء الحرب العراقية الإيرانية قامت القوات الجوية الإيرانية عن طريق 4 طائرات من نوع إف-4 فانتوم الثانية باختراق المجال الجوي السعودي، وقامت القوات الجوية الملكية السعودية بالتصدي للاختراق الإيراني عن طريق سرب الثالث عشر الذي كان يملك طائرات إف 15 واستطاعت إسقاط طائرتين إيرانيتين وإصابة الثالثة.

### القوات الجوية العراقية

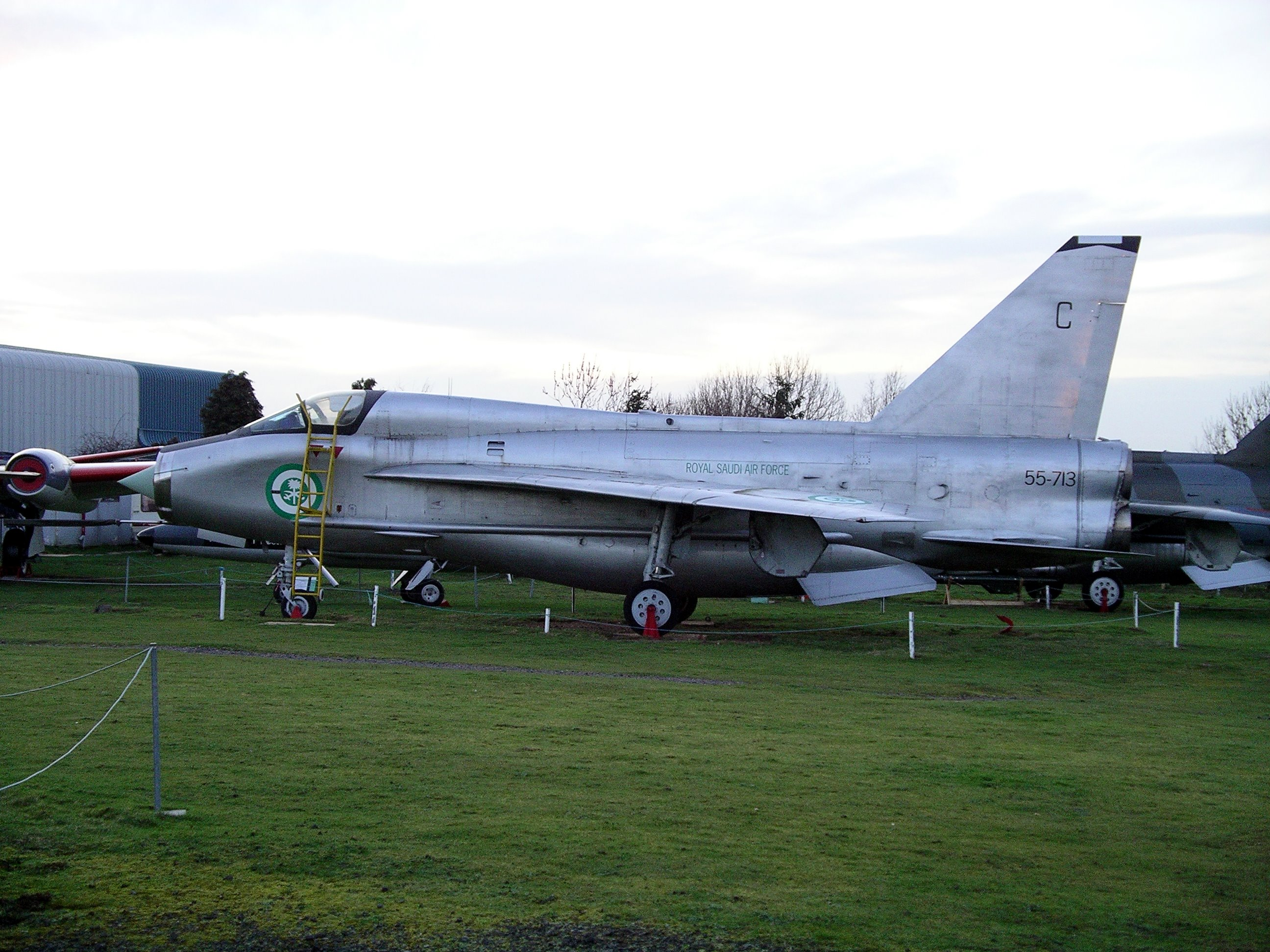
طائرة Lightning F53 تابعة للسرب الثالث عشر في أحد المتاحف.

في 24 يناير عام 1991 خلال حرب الخليج الثانية حاولت مقاتلات القوات الجوية العراقية طراز داسو ميراج إف1 مزودة بصواريخ كروز باختراق الأجواء السعودية من الجهة الشمالية الشرقية على ارتفاع منخفض وعلى طول الساحل فيما يبدو أنه مهمة هجومية ضد القوات البحرية المتحالفة في مياه الخليج. فقامت طائرتين مقاتلتين من طراز F-15C التابعة للسرب 13 باعتراض تلك الطائرات وقام النقيب عايض الشمراني بإسقاط اثنتين من هذه الطائرات باستخدام صواريخ إيه آي إم-9 سايدويندر القصيرة المدى الموجهة بالحرارة.